# Ханмей
Ханмей — река в Приуральском районе Ямало-Ненецкого АО, на восточных склонах Полярного Урала. Образована слиянием истоков: Большой Ханмей — справа и Малый Ханмей слева у западной окраины железнодорожной станции Обская (район города Лабытнанги). Устье находится на 93 км левого берега Соби. Длина реки — 54 км, площадь водосборного бассейна — 1370 км². Высота устья — 30 м над уровнем моря. Высота истока — 64 м над уровнем моря.

## Данные водного реестра
По данным государственного водного реестра России относится к Нижнеобскому бассейновому округу, водохозяйственный участок реки — Обь от впадения реки Северная Сосьва до города Салехард, речной подбассейн реки — бассейны притоков Оби ниже впадения Северной Сосьвы. Речной бассейн реки — (Нижняя) Обь от впадения Иртыша.
По данным геоинформационной системы водохозяйственного районирования территории РФ, подготовленной Федеральным агентством водных ресурсов.